# Carlos Antunes (político)
Carlos Antunes (Vieira do Minho, Rossas, Serra da Cabreira, Aldeia de São Pedro, 1938 - Lisboa, Alvalade, 23 de Janeiro de 2021) foi um político português, militante antifascista. Fundou juntamente com Isabel do Carmo, sua ex-companheira, as Brigadas Revolucionárias (BR), um grupo terrorista nascido em 1970, que defendia a luta armada como forma de derrubar o Estado Novo mas cuja actividade só terminou, já depois do 25 de Abril, em Junho de 1978, com a sua prisão. Em Outubro de 1973, fundou juntamente com Isabel do Carmo o Partido Revolucionário do Proletariado (PRP), de ideologia socialista revolucionária veementemente anti-parlamentarista e anti-marxista-leninista, passando este a actuar de forma articulada com as BR.
Após o 25 de Abril, continuou a defender a violência armada, considerando-a legítima se feita em nome da defesa dos trabalhadores, enquadrada na luta de massas. O PRP/BR veio a ganhar algum protagonismo durante o PREC pela sua proximidade ao COPCON e ao Otelo Saraiva de Carvalho.
Em 1978, foram presos no decorrer de uma operação policial, vindo a ser julgados e condenados em 1980. Este julgamento seria no entanto declarado inconstitucional pelo Supremo Tribunal de Justiça e repetido em 1982. Neste segundo julgamento viriam absolvidos da autoria moral dos crimes que eram acusados uma vez que os autores materiais foram amnistiados pela lei da amnistia.
Posteriormente, já em liberdade, liderou e foi membro da Comissão Pró-Amnistia Otelo e companheiros que defendia uma amnistia para os membros das FP-25.

## Biografia
Carlos Carneiro Antunes, de seu nome completo, nasceu em junho de 1938, na aldeia de São Pedro, na serra da Cabreira, no distrito de Braga,, também sendo referida a data de 1940 para o seu nascimento.
Aderiu ao Partido Comunista Português (PCP) em 1955, com apenas 16 anos sendo o responsável pela organização clandestina do partido no Minho. Passou à clandestinidade em 1959, passando a usar o nome de código Sérgio ou Jacques, tornando-se funcionário do secretariado do Comité Central. Em 1963 tornou-se membro da direção da Rádio Portugal Livre, instalada na Roménia. Ali viveu até 1966, partindo depois para Paris, onde foi o responsável pela organização do PCP no estrangeiro e participou na criação dos Comités de Ajuda ao Povo Português, e onde trabalhou com Álvaro Cunhal, histórico dirigente comunista português. Foi em Paris que começaram as suas divergências com Cunhal, sobretudo em relação à ocupação da Checoslováquia pelas tropas do Pacto de Varsóvia, e sobre a posição dos comunistas portugueses perante a guerra colonial, defendendo que o regime salazarista só cairia por via das armas, e não de forma pacífica, como pensava Cunhal. Carlos Antunes e Isabel do Carmo encontram-se por acaso em Paris e percebem que há entre eles uma afinidade política. Afastou-se de Cunhal em 1968, fundando em 1970, com Isabel do Carmo, igualmente dissidente do PCP, as Brigadas Revolucionárias, organização que defendia a luta armada como forma de derrubar o regime fascista. Entretanto em Outubro de 1973 cria juntamente com a sua companheira da altura, Isabel do Carmo, o Partido Revolucionário do Proletariado (PRP). 
Ainda antes do 25 de Abril de 1974, numa reunião em Milão, Carlos Antunes informou Joaquim Chissano, dirigente da FRELIMO, e posteriormente Presidente de Moçambique, de divergências no seio das Forças Armadas Portuguesas face à continuidade da guerra colonial.
Após a Revolução, não abdicou da violência, considerando-a legítima se feita em nome da defesa dos trabalhadores, enquadrada na luta de massas. Durante o Verão Quente de 1975, a influência do PRP assume importância em alguns sectores militares ligados ao COPCON.
É um dos subscritores do chamado "Documento Copcon" cujo nome verdadeiro era  “Autocrítica revolucionária do Copcon/Proposta de trabalho para um programa político” Este documento, redigido pelo Major Mário Tomé com o patrocínio de Otelo Saraiva de Carvalho e outros oficiais ligados ao COPCON, foi a resposta da ala militar mais radical ao chamado "Documento dos Nove"  ou "Documento Melo Antunes".
Após o 25 de Novembro de 1975, e perante a continuação de acções e atentados reivindicados pelo PRP, são abertos processos contra Isabel do Carmo e Carlos Antunes, como autores morais de ações de violência armada e assaltos a bancos. Foram ambos presos numa operação policial, no Porto, fruto de uma operação policial, onde resultou a morte do agente da PJ, José Carvalho. Foi acusado e colocado em prisão preventiva em Junho de 1978, menos de um mês depois da criação da Organização Unitária de Trabalhadores (OUT), e que resultou na cisão ocorrida uns meses mais tarde, liderada por Pedro Goulart. No julgamento, iniciado em 1979, Carlos Antunes e Isabel do Carmo são condenados, respetivamente, a 11 e 15 anos de prisão. Nesse ano, os dissidentes do PRP em conjunto com Otelo e Mouta Liz, formam as Forças Populares 25 de Abril. Carlos Antunes permaneceu preso até 1982, sendo julgado e absolvido cinco anos depois.
Depois de sair da prisão, aderiu ao ecossocialismo, sendo autor do livro "Ecosocialismo, Uma alternativa verde para a Europa". Em abril de 2014, entra no filme “Outra Forma de Luta”, do realizador João Pinto Nogueira.
A 29 de Dezembro de 2020 foi internado nos cuidados intermédios do Hospital de Santa Maria, em Lisboa, depois de ter sido infetado com COVID-19 durante o Natal, lutando nas duas semanas seguintes contra uma pneumonia viral e bacteriana. Também a sua ex-companheira, médica e ativista política Isabel do Carmo, assim como todos os familiares que se reuniram no Natal, contraiu COVID-19 e esteve internada no hospital entre os dias 11 e 20, recuperando em casa. Na manhã de 23 de Janeiro de 2021, Carlos Antunes entrou em coma, vindo a morrer durante a tarde, contando então 82 anos.